# Rhytidodus mccheticus
Rhytidodus mccheticus är en insektsart som beskrevs av Dlabola 1970. Rhytidodus mccheticus ingår i släktet Rhytidodus och familjen dvärgstritar. Inga underarter finns listade i Catalogue of Life.